# Anders Ahlbom Rosendahl
Anders Ahlbom Rosendahl, folkbokförd Anders Johan Magnus Rosendahl, tidigare Ahlbom, född 18 maj 1947 i Lund, är en svensk skådespelare. Han är bland annat känd för sina roller som Yngve Almkvist i SVT:s dramaserie Rederiet och som överläkare Peter Teleborian i Stieg Larssons Millennium-serien.

## Biografi
Ahlbom Rosendahl studerade vid Statens scenskola i Malmö. Han har medverkat vid flera dramaproduktioner och filmer på 1990- och 2000-talen, till exempel  i SVT:s thrillerserie Läckan som den alkoholiserade kriminalinspektören "Sune Bergström" från 1994.
Han har spelat bland annat Thomas Biedersen  i SVT:s filmatisering av Kvinna med födelsemärke, Erik Tellman i Beck – Okänd avsändare, kommissarie Verner Lindström i Kim Novak badade aldrig i Genesarets sjö, samt Rolf Liljeberg i Wallander – Hemligheten för vilken han belönades med en Guldbagge för bästa manliga biroll. Han deltog även i filmatiseringen av Stieg Larssons Millennium-serien, där han spelar överläkare Peter Teleborian.
Han är gift med skådespelaren Anna Lindholm.

## Filmografi
- 1976 – Långt borta och nära
- 1977 – Tjejerna gör uppror (TV-serie)
- 1988 – Kuriren (TV-serie)
- 1988 – SOS – en segelsällskapsresa
- 1988 – Xerxes (TV-serie)
- 1988 – Kråsnålen
- 1988 – Freden och jag (kortfilm)
- 1989 – Hassel – Offren
- 1989 – T. Sventon praktiserande privatdetektiv (TV-serie)
- 1990 – Ebba och Didrik
- 1990 – S*M*A*S*H
- 1990 – Främmande makt (TV-serie)
- 1991 – Midsommar
- 1991 – Kopplingen
- 1992 – Första kärleken
- 1992 – Kvällspressen (TV-serie)
- 1992 – Kejsarn av Portugallien
- 1992–1993 – Rederiet
- 1993 – Kojan (kortfilm)
- 1994 – Läckan
- 1995 – Jeppe på berget
- 1996 – Zonen (TV-serie)
- 1996 – Ett sorts Hades (TV-teater)
- 1996 – Skilda världar (TV-serie)
- 1996 – Tre Kronor (TV-serie)
- 1997 – Under ytan
- 1997 – Örnens öga
- 1997 – Emma åklagare (TV-serie)
- 1997 – Snoken (TV-serie)
- 1998 – Aspiranterna (TV-serie)
- 1998 – Skärgårdsdoktorn (TV-serie)
- 1998 – Ivar Kreuger (TV-serie)
- 1999 – Skilda Världar (TV-serie)
- 1999 – Trettondagsafton
- 2001 – Kvinna med födelsemärke (TV-serie)
- 2001 – Beck – Okänd avsändare
- 2001 – Leva livet
- 2002 – Beck – Okänd avsändare
- 2002 – Bella – bland kryddor och kriminella (TV-serie)
- 2003 – Talismanen (TV-serie)
- 2003 – Cleo (TV-serie)
- 2004 – Strandvaskaren
- 2004 – Strings
- 2004 – Linné och hans apostlar (TV-serie)
- 2005 – Lovisa och Carl Michael (TV-serie)
- 2005 – Doxa
- 2005 – Kim Novak badade aldrig i Genesarets sjö
- 2005 – 27 sekundmeter snö (TV-film)
- 2006 – Wallander – Hemligheten
- 2006 – Mäklarna (TV-serie)
- 2007 – Råttatouille (röst)
- 2007 – En tomtesaga (röst)
- 2008 – Vi hade i alla fall tur med vädret – igen
- 2009 – Flickan som lekte med elden
- 2009 – Luftslottet som sprängdes
- 2010 – Millennium
- 2010 – Våra vänners liv (TV-serie)
- 2012 – Hamilton – I nationens intresse
- 2012 – Studio Sex
- 2018 – Det som göms i snö (TV-serie)

## Teater

### Roller (ej komplett)
| År   | Roll                  | Produktion                                                         | Regi             | Teater                   |
| ---- | --------------------- | ------------------------------------------------------------------ | ---------------- | ------------------------ |
| 1977 | Ivan Sjatov           | Onda andar (Бесы, Bésy) Fjodor Dostojevskij                        | Ernst Günther    | Dramaten                 |
| 1979 | Aljosja               | Kollontaj Agneta Pleijel                                           | Alf Sjöberg      | Dramaten                 |
| 1979 | Carl Henrik Ekfält    | Mannen på trottoaren Per Olov Enquist och Anders Ehnmark           | Staffan Roos     | Dramaten                 |
| 1984 | Daniel Hjort          | Daniel Hjort eller Skuggornas hämnd Josef Julius Wecksell          | Jan Håkanson     | Stockholms stadsteater   |
| 1986 | Kungen                | Perikles (Pericles, Prince of Tyre) William Shakespeare            | Eva Ultz         | Stockholms stadsteater   |
| 1986 | Cyprian               | Parken (Der Park) Botho Strauss                                    | Jan Maagaard     | Stockholms stadsteater   |
| 1987 | Kungen                | Furstespegel Per Olov Enquist och Anders Ehnmark                   | Sven Wollter     | Stockholms stadsteater   |
| 1988 | Barnette Lloyd        | Ensamma hjärtan (Crimes of the Heart) Beth Henley                  | Lena Söderblom   | Stockholms stadsteater   |
| 1992 | Serknitz, tysk turist | Landet utan gräns (Das weite Land) Arthur Schnitzler               | Jan Håkanson     | Stockholms stadsteater   |
| 1996 | Henry Dunker          | Galoschkungen Sigvard Olsson                                       | Göran Stangertz  | Helsingborgs stadsteater |
| 1996 | Rocky                 | Maratondansen (They shoot horses, don't they?) Horace McCoy        | Johan Huldt      | Parkteatern              |
| 2002 | Vojnitiskij           | Morbror Vanja (Дядя Ваня, Djadja Vanja) Anton Tjechov              | Tommy Berggren   | Stockholms stadsteater   |
| 2004 | Polonius              | Hamlet William Shakespeare                                         | Philip Zandén    | Stockholms stadsteater   |
| 2008 | Jonathan Brewster     | Arsenik och gamla spetsar (Arsenic and Old Lace) Joseph Kesselring | Eva Dahlman      | Stockholms stadsteater   |
| 2008 | Jägarn                | Stora landsvägen August Strindberg                                 | Wilhelm Carlsson | Stockholms stadsteater   |

### Fotnoter
1. 1 2 3   Sveriges befolkning
1990:
Ahlbom, Anders Johan Magnus
2. 1 2  ”Anders Ahlbom Rosendahl”. Dagens Nyheter. https://www.dn.se/arkiv/familj/anders-ahlbom-rosendahl/. Läst 28 november 2017.
3. ↑  Sökning på Ratsit 11 oktober 2012: "Rosendahl, Anders Johan Magnus".
4. ↑  Sveriges befolkning 1990, CD-ROM, Version 1.00, Riksarkivet (2011).
5. 1 2 3  ”Anders Ahlbom”. Svensk Filmdatabas. http://www.sfi.se/sv/svensk-filmdatabas/Item/?type=PERSON&itemid=170568&ref=%2ftemplates%2fSwedishFilmSearchResult.aspx%3fid%3d1225%26epslanguage%3dsv%26searchword%3dAnders+Ahlbom+Rosendahl%26type%3dPerson%26match%3dBegin%26page%3d1%26prom%3dFalse. Läst 17 september 2012.
6. ↑  ”Tidigare studenter, 1970”. Teaterhögskolan i Malmö. http://www.thm.lu.se/sites/thm.lu.se/files/sk_ut_1970.pdf. Läst 28 november 2017.
7. ↑  Rikard Loman (16 september 1996). ”Makalös fullträff. Göran Stangertz använder skådespelarna med full kontroll”. Dagens Nyheter. https://www.dn.se/arkiv/teater/makalos-fulltraff-goran-stangertz-anvander-skadespelarna-med-full-kontroll/. Läst 27 februari 2022.